# Peter Knust
Peter Knust (* 14. September 1960 in Salzgitter) ist ein ehemaliger deutscher Schwimmer. Er gewann mit Freistilstaffeln sowohl bei Welt- als auch bei Europameisterschaften je eine Silber- und Bronzemedaille.

## Karriere
Peter Knust wuchs als Sohn eines Arztes in Clausthal-Zellerfeld auf und schwamm dort seine ersten Trainingsjahre. Bei den Schwimmeuropameisterschaften 1977 belegte er den siebten Platz über 400 Meter Freistil. Die deutsche 4-mal-200-Meter-Freistilstaffel mit Frank Wennmann, Klaus Steinbach, Peter Knust und Peter Nocke gewann die Silbermedaille, hatte im Ziel aber über fünf Sekunden Rückstand auf die Staffel aus der Sowjetunion. 1978 schwamm Knust bei den Schwimmweltmeisterschaften 1978 in West-Berlin in beiden Freistilstaffeln. Zunächst erreichten Andreas Schmidt, Ulrich Temps, Peter Knust und Klaus Steinbach den zweiten Platz mit der 4-mal-100-Meter-Freistilstaffel. Die Deutschen schlugen fast sieben Sekunden nach der Staffel aus den Vereinigten Staaten an, hatten im Ziel aber 0,30 Sekunden Vorsprung auf die drittplatzierten Schweden. In der 4-mal-200-Meter-Staffel siegte das Quartett aus den Vereinigten Staaten vor der Mannschaft aus der Sowjetunion. Fast fünf Sekunden hinter der sowjetischen Staffel erkämpften Andreas Schmidt, Peter Knust, Karsten Lippmann und Frank Wennmann die Bronzemedaille mit 0,19 Sekunden Vorsprung auf die Schweden. An den olympischen Schwimmwettbewerben 1980 konnte Peter Knust wegen des Olympiaboykotts nicht teilnehmen. Bis 1980 schwamm Peter Knust beim VfL Wolfsburg unter Trainer Ralf Beckmann, der dann nach Wuppertal wechselte.
1981 war der 1,95 m große Peter Knust bei den Europameisterschaften in Split Mitglied der deutschen 4-mal-100-Meter-Freistilstaffel. Peter Knust, Wilfried Kühlem, Michael Groß und Andreas Schmidt erschwammen die Bronzemedaille hinter den Staffeln aus der Sowjetunion und aus Schweden. 1982 bei den Weltmeisterschaften in Guayaquil siegte die 4-mal-100-Meter-Freistilstaffel aus den Vereinigten Staaten vor der Staffel aus der Sowjetunion und den Schweden. Anderthalb Sekunden hinter den Schweden belegten Michael Groß, Peter Knust, Wilfried Kühlem und Andreas Schmidt den vierten Platz. Knust belegte in Guayaquil außerdem den neunten Platz über 100 Meter Schmetterling.